# Lijst van programma's van Play4
Dit is een lijst van programma's van VIER sinds de start van deze Vlaamse televisiezender in september 2012.
| Programma                                    | Begin | Einde |
| -------------------------------------------- | ----- | ----- |
| In Godsnaam                                  | 2012  | 2012  |
| De Kruitfabriek                              | 2012  | 2013  |
| Dr. Livingstone                              | 2012  | 2013  |
| De Pappenheimers                             | 2012  | 2016  |
| De Rechtbank                                 | 2012  | Heden |
| De Slimste Mens ter Wereld                   | 2012  | Heden |
| De Beste Singer-Songwriter van Vlaanderen    | 2013  | 2013  |
| Het Jaaroverzicht Live                       | 2013  | 2013  |
| Hallelujaaah! 100 dingen doen voor je sterft | 2013  | 2013  |
| De val van 1 miljoen                         | 2013  | 2013  |
| Ik wil ook een lief                          | 2013  | 2013  |
| Is 't nog ver?                               | 2013  | 2013  |
| De Slimste Gemeente                          | 2013  | 2014  |
| Geubels en de Belgen                         | 2013  | 2014  |
| De Ideale Wereld                             | 2013  | Heden |
| Bloot en Speren                              | 2014  | 2015  |
| Heylen en de Herkomst                        | 2014  | 2015  |
| De Recherche                                 | 2014  | Heden |
| Forever                                      | 2015  | 2015  |
| Hoeveel ben je waard?                        | 2015  | 2015  |
| De Blauwe Gids                               | 2015  | 2015  |
| Dwangers                                     | 2015  | 2015  |
| Dictator                                     | 2015  | 2015  |
| Duivelse Vrouwen                             | 2016  | 2016  |
| De Mol                                       | 2016  | Heden |
| Callboys                                     | 2016  | 2019  |
| Chaussée d'Amour                             | 2017  | 2017  |
| De Kust is Veilig                            | 2017  | 2017  |
| Hotel Römantiek                              | 2017  | Heden |
| Gert Late Night                              | 2017  | Heden |
| Dancing with the Stars                       | 2018  | Heden |
| De Ambassade                                 | 2019  | 2019  |
| Het Parket                                   | 2020  | 2020  |

## 0-9
- 2 Broke Girls
- 2013

## A
- Alcatraz
- Arn: The Crusader
- Achter de rug
- Auwch!

## B
- Bake Off Vlaanderen
- Baksteen in de maag
- Big Brother
- Blue Bloods
- Bondi Rescue
- Bondi Vet

## C
- Camelot
- Camping Karen & James
- Castle
- Chez Piet
- Comedy Kings
- Community
- De Container Cup
- Control Pedro
- Criminal Minds
- CSI: Crime Scene Investigation
- CSI: Miami
- CSI: New York
- Culinaire Speurneuzen

## D
- De Bende Haemers
- De Bril van Martin
- De Dag
- De moestuin volgens Wim
- De Mol
- De Redders
- De Verhulstjes
- Dierendokter Australië

## F
- Firmin
- Flashpoint
- Formule 1
- Friends
- Fringe

## G
- Gary Unmarried
- Gert Late Night
- Geubels en de Belgen
- Geubels en de idioten
- Glammertime
- Goe Gebakken
- Great British Menue

## H
- Hawai Five-O (remake)
- Het Beste Moet Nog Komen
- Het Klapsalon
- Het Parket
- Het Rad
- Het zijn net mensen
- Huizenjagers
- Human Target

## I
- In-Laws

## J
- Jani Gaat...

## K
- Karen en De Coster
- Knight Rider
- Komen Eten
- Komen Eten UK
- Kristel gaat vreemd
- Kroost

## L
- Las Vegas
- Legend of the Seeker
- Luchthaven Australië

## M
- MacGyver
- Man bijt hond
- Married... with Children
- Met man en macht

## N
- NCIS
- NCIS: Los Angeles
- Nikita (televisieserie)
- Niveau 4

## O
- Ons Eerste Huis
- Onze dochter heet Delphine
- Ooit Vrij
- Opvoeden doe je zo
- Over de oceaan

## P
- Piet aan huis
- Plan B

## R
- Rasters
- Revolution
- Rijden doe je zo
- Rode Helden
- Rules of Engagement

## S
- Scheire en de schepping
- Schild en Vriend
- Smakelijk!
- Spelen met uw Leven
- Sports Late Night
- Step by Step
- Stukken van mensen
- Suburgatory

## T
- Terug naar eigen land
- The Blacklist
- The Fresh Prince of Bel-Air
- The Mentalist
- The Middle
- The Shield
- The Show Must Go On
- The Simpsons
- The Sky is the Limit
- The World's Most Extraordinary People and Me
- 'T is gebeurd!
- Topdokters
- Two and a Half Men

## U
- Uit de weg
- Uitzonderlijk vervoer
- Under the dome

## V
- V (televisieserie)
- Vakantiegast
- De val van 1 miljoen
- Vermist
- VIER Kids met als onderdelen de programma's
  - Bakugan
  - Beyblade Metal Fury
  - Beyblade Metal Fusion
  - Grossology
  - Monster Buster Club
  - Pokémon
  - Redakai
  - Squirrel Boy
  - ThunderCats
  - Tom And Jerry Tales
  - Winx Club

## W
- Weet Ik Veel

## X Y Z
- Young Sheldon